# ゴー☆ジャスdeナイト
『ゴー☆ジャスdeナイト』（ゴージャスでナイト）は、2010年10月6日から2011年3月30日までテレビ愛知で放送されたお笑い番組。全26回。放送時間は毎週水曜 25:23 - 25:28(JST) 。

## 概要
地球の歩き方大使でもあるピン芸人・ゴー☆ジャスを地理の講師に迎えるという形で行われていた深夜のミニ番組で、ゴー☆ジャスにとってはこれが初の冠番組となった。ゴー☆ジャスは毎回女性ゲストMCとともにショートコントを披露していたが、このコントは全てゴー☆ジャス本人が書き下ろした新作である。番組の後半では、ゴー☆ジャスがコントのオチに使った駄洒落ネタの国について女性ゲストMCが地図を使って解説していた。
この番組はテレビ愛知のみで放送されたローカル番組であるが、YouTubeのテレビ愛知公式チャンネルではこの番組の動画が無料公開されていた。

## 女性ゲストMC
| 担当回 | 放送日         | 担当者名   |
| ------ | -------------- | ---------- |
| 第1回  | 2010年10月6日  | なんでかな |
| 第2回  | 2010年10月13日 | 南菜々子   |
| 第3回  | 2010年10月20日 | 原舞華     |
| 第4回  | 2010年10月27日 | 積木あやか |
| 第5回  | 2010年11月3日  | 藤井まりお |
| 第6回  | 2010年11月10日 | 高嶋絵夢   |
| 第7回  | 2010年11月17日 | 須山るみ   |
| 第8回  | 2010年11月24日 | 吉本衣里   |
| 第9回  | 2010年12月1日  | 積木あやか |
| 第10回 | 2010年12月8日  | 黒沢裕子   |
| 第11回 | 2010年12月15日 | 可愛りん   |
| 第12回 | 2010年12月22日 | 久間法子   |
| 第13回 | 2010年12月29日 | 藤崎クロエ |

## スタッフ
- 制作 - テレビ愛知、ZGAAAN!!